# Klin nad Bodrogom
Klin nad Bodrogom (in ungherese Bodrogszög) è un comune della Slovacchia facente parte del distretto di Trebišov, nella regione di Košice.